# Леньєр Домінгес Перес
 Леньєр Домінгес Перес  (ісп. Lenier Domínguez Pérez) народився 23 вересня 1983 року, Гавана, Куба) — американський (раніше до грудня 2018 року кубинський) шахіст, гросмейстер (2001), чемпіон світу з бліцу 2008 року.
Його рейтинг на січень 2025 року — 2741 (14-те місце у світі, 5-те серед шахістів США).

## Досягнення
П'ятиразовий чемпіон Куби з шахів (2002, 2003, 2006, 2012, 2016 рр.).
У 2004 році на чемпіонаті світу ФІДЕ дійшов до чвертьфіналу, де поступився на тай-брейку Теймуру Раджабову
Свій найкращий результат (8 з 9 очок) Домінгес Перес показав на турнірі в Барселоні в 2006 році, випередивши українця Василя Іванчука, його турнірний перфоменс склав 2932 очка.

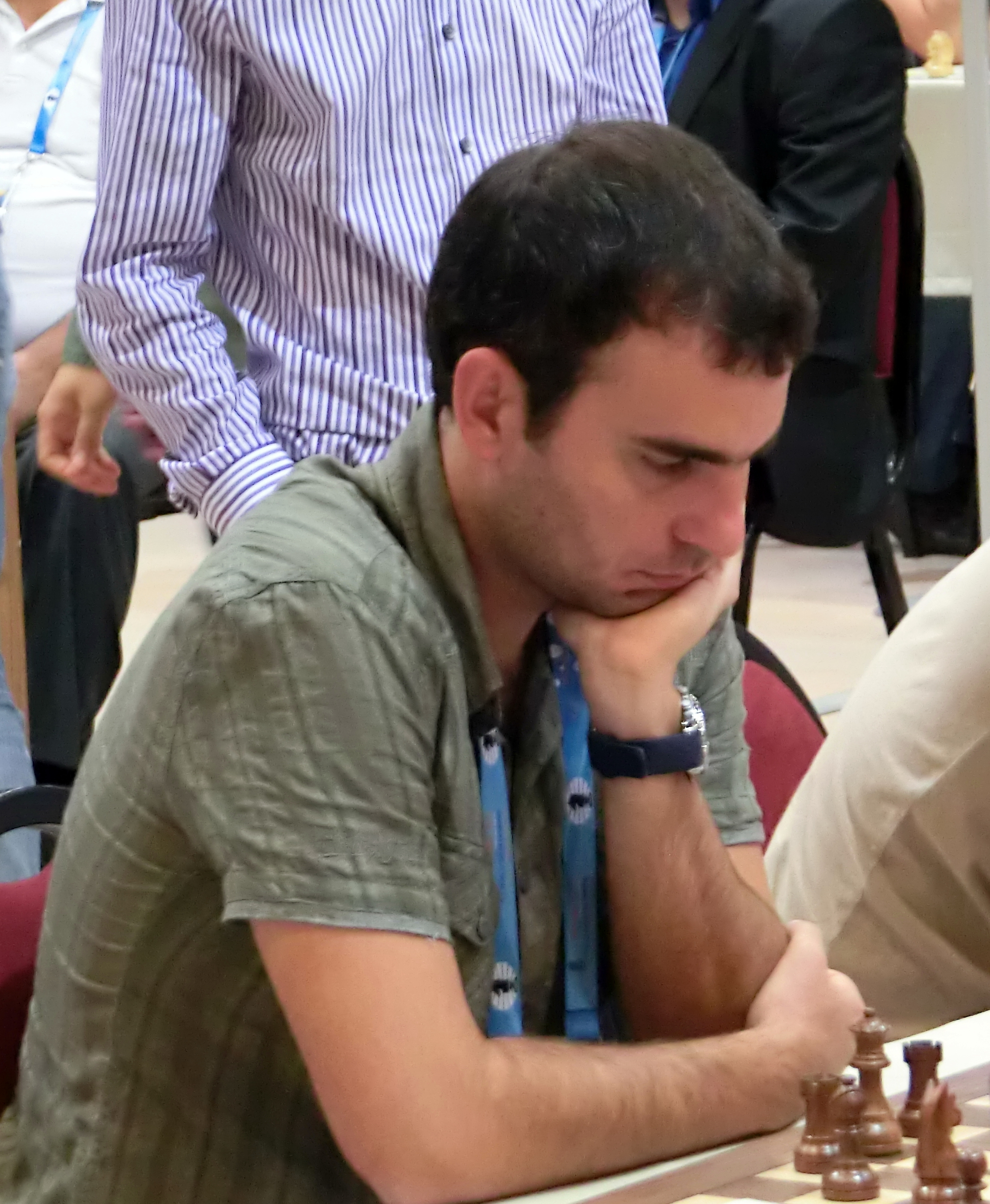
Леньєр Домінгес, 2012 рік

У 2008 році здобуває перемогу на турнірі Меморіал Капабланки . На турнірі в місті Біль (Швейцарія) ділить перше-другі місця з росіянином Євгеном Алєксєєвим (6,5 з 10 очок), та поступається йому на тай-брейку, при цьому випередивши рейтинг-фаворита турніру норвежця Магнуса Карлсена
У листопаді 2008 році стає переможцем чемпіонату світу з бліцу 2008, який проходив в місті Алмати, Казахстан, з результатом 11,5 очок з 15 можливих, випередивши Василя Іванчука, Петра Свідлера, Олександра Грищука та інших сильних гросмейстерів.
У 2009 році вдруге поспіль перемагає на турнірі Меморіал Капабланки.
В червні 2013 року Домінгес досягнув найбільшого успіху в своїй кар'єрі в класичних шахах, перемігши на четвертому етапі Гран-прі ФІДЕ, що проходив в Салоніках. Результат Леньєра на турнірі 8 з 11 очок (+6-1=4), турнірний перфоменс склав 2926 очка.
У серпні 2013 року на кубку світу ФІДЕ поступився в третьому колі французу Максиму Ваш'є-Лаграву з рахунком ½-1½.
У жовтні 2013 року Леньєр розділив 5-6 місця з Олександром Грищуком на шостому етапі серії Гран-прі ФІДЕ 2012—2013 років набравши 5½ очок з 11 можливих (+1-1=9). У загальному заліку серії гран-прі ФІДЕ 2012/2013 рр. Домінгес, набравши 280 очок, розділив 7-8 місця з Олександром Морозевичом.

### 2014
У січні 2014 року Леньєр з результатом 6 очок з 11 можливих (+3-2=6) посів 5-те місце на турнірі 20 категорії в Вейк-Ан-Зеє.
У травні 2014 року набравши 5 очок з 10 можливих (+1-1=8) посів 3-є місце на домашньому турнірі «Меморіал Капабланки», що проходив в Гавані.
У серпні 2014 року виступаючи на першій дошці в Шаховій олімпіаді, що проходила в Тромсе, Леньєр набравши 6½ очок з 11 можливих (+3-1=7), допоміг збірній Кубі посісти високе 7 місце серед 177 країн.
У жовтні 2014 року з результатом 3 очка з 11 можливих (+0-5=6), посів останнє 12 місце на першому етапі серії Гран-прі ФІДЕ 2014—2015 років.
У грудні 2014 року виступаючи на «Всесвітніх інтелектуальних іграх» посів:
 — 10 місце на турнірі з швидких шахів, набравши 3 очки з 7 можливих (+2-3=2),
 — 11 місце на турнірі з блискавичних шахів, набравши 13 очок з 30 можливих (+9-13=8),
 — 5 місце на турнірі з «баску», набравши 5½ очок з 10 можливих (+3-2=5).

### 2015
У лютому 2015 року Домінгес, набравши 5½ очок з 11 можливих (+1-1=9), розділив 4-7 місця на третьому етапі серії Гран-прі ФІДЕ 2014/2015 років, що проходив в Тбілісі.
У квітня 2015 року у складі збірної Куби Домінгес посів 8-е місце на командному чемпіонаті світу, що проходив у вірменському курортному містечку Цагкадзор. Індивідуальний результат Леньєра на першій шахівниці — 3-є місце з показником 55,6 % набраних очок
У травні 2015 року з результатом 6 очок з 11 можливих (+2-1=8) розділив 4-5 місця на четвертому етапі Гран-прі ФІДЕ 2014/2015, що проходив у Ханти-Мансійську. У загальному заліку серії Гран-прі ФІДЕ 2014/2015 Домінгес посів 11-е місце (170 очок).
У червні 2015 року, набравши 4½ очки з 10 можливих, (+2-3=5) Домінгес посів 4-е місце на домашньому турнірі «Меморіал Капабланки», що проходив у Гавані.
У вересні 2015 року на кубку світу ФІДЕ поступився у третьому раунді (1/16 фіналу) Майклу Адамсу на тай-брейку з рахунком 2-4.
У жовтні 2015 року на чемпіонаті світу зі швидких та блискавичних шахів, що проходив у Берліні, посів:
 — 4 місце на турнірі зі швидких шахів, набравши 10½ з 15 очок (+7-1=7),
 — 13 місце на турнірі з блискавичних шахів, набравши 13½ з 21 очка (+7-1=13).

### 2016
У червні 2016 року з результатом 4½ очки з 10 можливих (+0-1=9) посів передостаннє 5 місце на турнірі «Меморіал Капабланки», що проходив у Гавані.
У липні 2016 року розділив 2-4 місця на турнірі «Sparkassen Chess Meeting», що проходив у Дортмунді. Його результат 4 з 7 можливих очок (+1-0=6).
У вересні 2016 року в складі збірної Куби посів 25-те місце на шаховій олімпіаді, що проходила в Баку. Набравши 7½ з 10 можливих очок (+5-0=5), Леньєр посів 2-ге місце (турнірний перформанс — 2839 очка) серед шахістів, які виступали на 1-й шахівниці.
Наприкінці грудня 2016 року на чемпіонаті світу зі швидких та блискавичних шахів, що проходив у м. Доха (Катар), Леньєр посів:
 — 10-те місце на турнірі зі швидких шахів, набравши 9½ з 15 очок (+6-2=7),
 — 7-ме місце на турнірі з блискавичних шахів, набравши 13 з 21 очка (+9-4=8).

### 2019
У вересні 2019 році дійшов до 1/8 фіналу на кубку світу з шахів, де програв росіянину Грищуку.
У грудні 2019 року на чемпіонаті світу зі швидких та блискавичних шахів, що проходив у Москві, Домінгес посів:
 — 6-те місце у турнірі зі швидких шахів, набравши 10 з 15 очок (+5-0=10),
 — 52-ге місце у турнірі з блискавичних шахів, набравши 12 очок з 21 можливого (+10-7=4).

## Зміни рейтингу
| На цьому місці має відображатися графік чи діаграма, однак з технічних причин його відображення наразі вимкнено. Будь ласка, не видаляйте код, який викликає це повідомлення. Розробники вже працюють для того, щоби відновити штатне функціонування цього графіка або діаграми. | |
| | На цьому місці має відображатися графік чи діаграма, однак з технічних причин його відображення наразі вимкнено. Будь ласка, не видаляйте код, який викликає це повідомлення. Розробники вже працюють для того, щоби відновити штатне функціонування цього графіка або діаграми. |